# Petros Markaris
Petros Markaris (em grego: Πέτρος Μάρκαρης; Istambul, 1 de janeiro de 1937) é um tradutor, dramaturgo, roteirista e escritor turco-grego, mais conhecido pela série de romances policiais estrelada pelo policial ateniense: Kostas Xaritos. Essa série foi traduzida para mais de 20 línguas e virou best-seller em países como: Alemanha, Itália e Espanha. Fora da Europa tem leitores bem fiéis na Argentina, Uruguai e Colômbia

## Biografia
Filho de um empresário armênio e mãe grega , nasceu em Istambul (Turquia). Estudou na St. George's Austrian High School, em Istambul, e depois estudou economia durante alguns anos em Viena e em Estugarda (português europeu) ou Stuttgart (português brasileiro).  A família mudou-se para Atenas, em 1954, mas Markaris não ficou definitivamente lá até 1964. Naquele ano, muitos gregos (titulares de passaportes gregos) foram expulsos de Istambul, um grande golpe para a comunidade milenar grega da cidade
. Por muitos anos ficou sem qualquer cidadania; se tornou cidadão grego, pouco depois de 1974, junto com o resto da minoria armênia na Grécia. Markaris fala e escreve em grego, turco e alemão. Hoje ele vive em Atenas.

## Produção Artística
Ele escreveu várias peças, começando a carreira em 1965, como dramaturgo, com a peça: The Tale of Ali Retzo. Colaborou com o diretor Theo Angelopoulos em vários roteiros de cinema. Traduziu vários dramas alemães para o grego, como o Fausto de Goethe, Partes I e II, além de autores como: Bertolt Brecht, Thomas Bernhard e Arthur Schnitzler. 
O herói principal da sua série de livros e narrador em primeira pessoa, Kostas Xaritos, é um detetive do departamento de homicídios ateniense, na casa dos cinquenta anos, bem sincero, amante da verdade e da esposa. Sendo um pouco à moda antiga em seus pontos de vista pessoais, o personagem lamenta a perda de tradições gregas e não gosta das massas de imigrantes estrangeiros que entram na Grécia. 
Além dos romances, Markaris escreveu obras de não-ficção como: Η Αθήνα της Μιας Διαδρομής (Tradução literal: "A Atenas de uma rota"), uma descrição recente de Atenas. No prólogo, Markaris diz que o livro foi publicado originalmente em alemão e ele não tinha intenção de publicá-lo em grego, sentindo que o que interessa aos estrangeiros não seria de interesse aos gregos. No entanto, seu editor convenceu-o a reconsiderar e o livro foi publicado em 2013
.

## Condecorações e Prêmios
- VII Prêmio Pepe Carvalho (Espanha, 2012) [7]
- Goethe-Medaille (Alemanha, 2013). Foi premiado por sua, "distinta contribuição à língua alemã e as relações culturais internacionais". [9]
- Prêmio do Quais du Polar festival (França, 2013) [5]
- Cruz da Ordem do Mérito da Alemanha (Grécia, 2014). Pela obra literária e tradução, foi lhe concedida em cerimônia realizada na Embaixada da Alemanha em Atenas. Esta distinção é o primeira atribuída pela embaixada alemã em Atenas. [10]

## Livros

### Série de Romances do Kostas Xaritos
- Nυχτερινό δελτίο, (1995) Brasil: A Hora da Morte (Editora Record, 2008)
- Άμυνα ζώνης, (1998) Brasil: Os Amantes da Noite (Editora Record, 2010)
- Ο Τσε αυτοκτόνησε, (2003) (Tradução literal: Che cometeu suicídio)
- Βασικός Μέτοχος, (2006) (Tradução literal: Principal acionista)
- Παλιά, Πολύ Παλιά, (2008) (Tradução literal: Velho, muito velho)
- Ληξιπρόθεσμα Δάνεια, (2010) (Tradução literal: Crédito vencido)
- Περαίωση, (2011) (Tradução literal: Rescisão)
- Ψωμί, Παιδεία, Ελευθερία, (2012) (Tradução literal: Pão, educação, liberdade)
- Τίτλοι Τέλους, (2014) (Tradução literal: Títulos finais)
- Τριημερία, (2015) (Tradução literal: Fim de semana)
- Offshore, (2016) (Tradução literal: Alto mar)
- Σεμινάρια φονικής γραφής(2018) (Tradução literal: Seminário de escrita para assassinos)
- Η εποχή της υποκρισίας (2019) (Tradução literal: A era da hipocrisia)
- Ο φόνος είναι χρήμα (2020) (Tradução literal: Assassinato é dinheiro)
- Το κίνημα της αυτοκτονίας (2021) (Tradução literal: O Movimento Suicida)
- Η εξέγερση των Καρυάτιδων (2023) (Tradução literal: A Revolta das Cariátides)

### Outros
- Ταξίδι στα Κύθηρα, (1985) (Tradução literal: Viagem a Citera)
- Η Αθήνα πρωτεύουσα των Βαλκανίων, (2004) (Tradução literal: Atenas é a capital da região dos Balcãs)
- Κατ' εξακολούθηση, (2006) (Tradução literal: Repetidamente)
- Η Αθήνα της μιας διαδρομής, (2013) (Tradução literal: "A atenas de uma rota")

### Antologia
- Η τέχνη του τρόμου και άλλα διηγήματα (2021) (Tradução literal: A arte do terror e outros contos)

## Cinema
(Como roteirista)
- Dias de 36 (Meres tou 36) - 1972
- Alexandre, o grande (Megaleksandros) - 1980
- O passo suspenso da cegonha (To meteoro vima tou pelargou) - 1991
- Um olhar a cada dia (To vlemma tou Odyssea) - 1995
- A Eternidade e Um Dia (Mia aioniotita kai mia mera) - 1998
- Esperando las nubes, 2004